# Бажина, Надежда Валерьевна
Надежда Валерьевна Бажина (род. 29 декабря 1987, Пенза) — российская прыгунья в воду, заслуженный мастер спорта, вице-чемпионка мира 2017 года, 7-кратная чемпионка Европы по прыжкам в воду (1 м, 3 м, синхрон, команда).

## Биография
Тренируется в Пензе в ШВСМ (Школа высшего спортивного мастерства) под руководством родителей.
Мать Ирина Калинина, заслуженный мастер спорта СССР (1975), олимпийская чемпионка 1980 года.
Отец Валерий Бажин, мастер спорта международного класса, заслуженный тренер России. Подготовил известных спортсменов, в числе которых заслуженный мастер спорта, олимпийский чемпион Игорь Лукашин.
Участница нескольких чемпионатов Европы. Получила лицензию на Олимпиаду — 2012 в Лондоне.
Учится в Пензенском государственном педагогическом университете на факультете физического воспитания.